# John Rolfe
John Rolfe, född omkr. 1585 i Heacham, Norfolk, död 1622 i Virginia, engelsk bosättare i Virginia, USA. Han upptäckte att förutsättningarna att odla tobak var mycket goda i Virginia. Samtidigt hade tobaken blivit mycket populär i hans hemland England. John Rolfe är också känd för att ha varit gift med Pocahontas. De hade ett gemensamt barn, Thomas.

## I filmen
John Rolfe förekommer i filmen The New World där han spelas av Christian Bale.